# Котов, Александр Александрович (Герой Советского Союза)

Могила на кладбище в Батайске

Алекса́ндр Алекса́ндрович Ко́тов (1916—1988) — участник Великой Отечественной войны, командир батареи 661-го артиллерийского полка (206-я стрелковая дивизия, 47-я армия, Воронежский фронт, в звании старшего лейтенанта). Герой Советского Союза (1944).

## Биография
Родился второго января 1916 года в станице Шкуринская, учился и работал в Ростове-на-Дону.
На фронте Великой Отечественной войны с 1942 года. Отличился в боях по удержанию плацдарма на берегу Днепра. 29 сентября 1943 года он с группой разведчиков в числе первых форсировал реку Днепр в районе населенного пункта Студенец (к северу от города Канев Черкасской области Украинской ССР) и огнём своей батареи обеспечил захват плацдарма. В боях по удержанию и расширению плацдарма артиллеристы под его командованием отразили восемь атак противника и уничтожили пять артиллерийских и минометных батарей, а также пять пулемётных точек.
Весной 1944 года он воевал на территорию Румынии. Под Яссами разгорелся бой за высоту, господствующую над местностью, и Котов получил приказ: «Любой ценой удержать высоту». В критический момент он принял решение: вызвать огонь на себя, на свой наблюдательный пункт.
Котов принимал участие в Параде Победы в Москве 24 июня 1945 года.
В 1946 году капитан Котов уволился в запас и вернулся к учительской работе — в городе Батайск.
Умер 19 марта 1988 года в Батайске, был похоронен на городском кладбище «Красный Сад».
Бюсты шестерых батайчан — Героев Советского Союза установлены у главного городского памятника «Клятва поколений», в их числе и бюст Котова; его именем называется школа № 5 в станице Шкуринская.

## Награды
- Указом Президиума Верховного Совета СССР от 3 июня 1944 года удостоен звания Героя Советского Союза с вручением ордена Ленина и медали «Золотая Звезда».
- Награждён орденами Отечественной войны 1-й степени, Красной Звезды и медалями.